# پتر برنک
پتر برنک (انگلیسی: Péter Bernek؛ زادهٔ ۱۳ آوریل ۱۹۹۲) ورزشکار ورزش شنا اهل مجارستان است.
وی در مسابقات کشوری و بین‌المللی در مجموع برندهٔ ۴ مدال طلا، ۴ مدال نقره و ۵ مدال برنز شده‌است.